# Ablatief
De ablatief (of zesde naamval) is een van de acht oorspronkelijke naamvallen van de Proto-Indo-Europese taal waarmee oorspronkelijk de persoon van wie iets uitgaat of de plaats waarvandaan men vertrekt werd aangegeven. Dit in tegenstelling tot de plaats waar men naartoe gaat, die uitgedrukt wordt in de accusatief of datief, en de plaats waar men zich bevindt, die door de locatief uitgedrukt wordt.
In sommige takken van de Indo-Europese talen waarin de ablatief ophield te bestaan, bijvoorbeeld het Grieks en het Germaans, is de functie van de absolute ablatief overgenomen door de genitief.

## Latijn
In het Latijn gebruikt men de ablatief (soms zesde naamval genoemd) ook na enkele voorzetsels en om in de lijdende vorm het middel, de wijze waarop en de handelende persoon uit te drukken. Algemeen wordt aangenomen dat deze laatste functies overgenomen zijn van de instrumentalis, die in het klassiek Latijn al niet meer onderscheiden werd. De ablativus heeft tijdens de ontwikkeling van het Latijn na 700 voor Christus de functie overgenomen van de locativus, die een plaats aangeeft.
In het Latijn wordt de ablatief gevormd door de verlenging van de stamklinker. Eindigt de stam op een medeklinker, dan is de uitgang -e:
De bello Gallico (= Over de Gallische oorlog)
Urbe ire coeperunt (= Ze begonnen de stad te verlaten, lett.: ze begonnen uit de stad te gaan)
Een speciale, vaak voorkomende constructie met de ablatief is de losse of absolute ablatief: dit is een beknopte bijzin waarbij het onderwerp in de ablatief staat en het werkwoord een deelwoord is dat congrueert met het onderwerp:
Hac pugna pugnata, ... (= 'De strijd gestreden, ...' of 'Dit gevecht beslecht zijnde, …' of 'Nadat deze strijd gestreden was, ...')

## Andere talen
In een aantal andere taalfamilies dan het Indo-Europees komen achtervoegsels voor die de plaats van vertrek aangeven. Men noemt deze vormen dan ook wel ablatief, hoewel ze natuurlijk wel geheel onafhankelijk ontstaan zijn.
In het Turks bijvoorbeeld is er een achtervoegsel -dan (of -den): Hollandadan: uit Nederland, Türkiyeden: uit Turkije. In het Tamil bestaat er een achtervoegsel -ilirunta dat dezelfde functie vervult.
In de Fins-Oegrische talen, zoals het Fins, het Hongaars en het Estisch, maakt de ablatief deel uit van een uitgebreid systeem van locatieve naamvallen voor plaats en richting. Dit zijn de inessief (in/binnen) en de adessief (op/aan/te), voor positie, versus de illatief (beweging naar binnen/in) en de allatief (beweging aan/op/naar) enerzijds en de elatief (beweging uit) en de ablatief (beweging van/af/vanaf) anderzijds, voor richting.
Onderstaande tabel biedt een overzicht van de zes locatiefnaamvallen in de Fins-Oegrische talen.
|           | 'binnen'                               | 'buiten'                                |
| --------- | -------------------------------------- | --------------------------------------- |
| naderend  | illatief (erin gaan, naar binnen gaan) | allatief (erheen, ernaartoe, erop gaan) |
| positie   | inessief (erin zijn, erbinnen zijn)    | adessief (er aan, op, bij zijn)         |
| verlatend | elatief (er uit gaan)                  | ablatief (ervanaf, ervandaan gaan)      |

### Nederlands
In 1625 poneerde Christiaen van Heule in zijn werk De Nederduytsche Grammatica ofte Spraec-konst dat het Nederlands naast de nominatief, genitief, datief en accusatief naar analogie van het Latijn ook een ablatief (of ofnemer) kende. Zo waren de zogezegde vormen voor de ablatief in het Nederlands:
- vanden man, vande vrouw, vanhet kind, vande kinderen
- vanenen man, vaneen vrouw, vaneen kind, van kinderen

Andere grammatici meenden (terecht) dat het hier geen aparte naamval betrof maar een collocatie van het voorzetsel van en de accusatief. De controverse hierover duurde tot begin twintigste eeuw en heden ten dage is deze latere stelling algemeen aanvaard.